# 1762 Russell
1762 Russell је астероид главног астероидног појаса са средњом удаљеношћу од Сунца која износи 2,875 астрономских јединица (АЈ).
Апсолутна магнитуда астероида је 11,8.